# カール・エルンスト

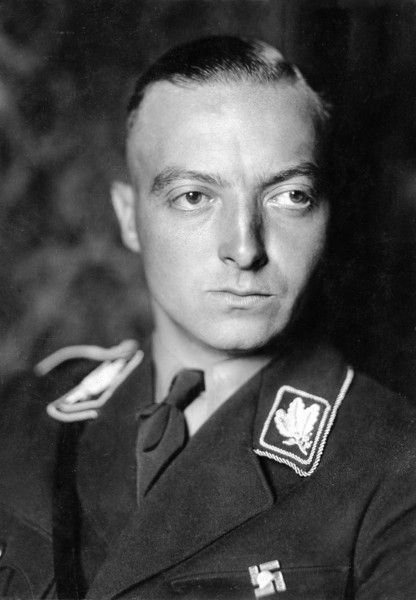
カール・エルンスト（1933年）

カール・エルンスト（Karl Ernst、1904年9月1日-1934年6月30日）は、ドイツの政治家。国家社会主義ドイツ労働者党（ナチス党）の突撃隊（SA）幹部。長いナイフの夜の際に粛清された人物の一人。

## 経歴
ベルリン出身。ナチ党入党前にはホテルでベルボーイをしたり、同性愛者向けのナイトクラブで用心棒をしていた。ナチ党が政権を掌握した後の1933年の初め頃には突撃隊中将、またベルリンの突撃隊指導者となっていた。
1933年2月27日に起こったドイツ国会議事堂放火事件の際にも彼はこの地位にあった。この放火事件の犯人としてオランダ共産党員のマリヌス・ファン・デア・ルッベが逮捕されているが、プロイセン州内相ヘルマン・ゲーリングの命令を受けたエルンストが放火をさせたという説もある。

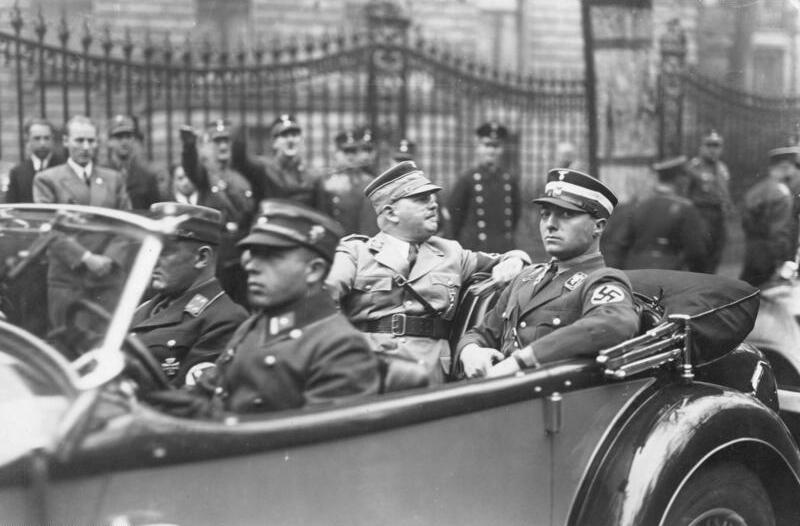
後部座席右側のカメラ目線の人物がエルンスト。左側で後ろを振り返っている人物は突撃隊幕僚長エルンスト・レーム

その後、突撃隊幕僚長のエルンスト・レーム以下突撃隊幹部は、「第二革命」を唱えて貴族階級が支配する国軍の廃止と突撃隊の正規軍化を主張した。そのため軍部とナチ政権の間で軋轢が生じた。総統アドルフ・ヒトラーは1934年6月下旬に「長いナイフの夜」を起こして突撃隊幹部の粛清に踏み切った。
この時、エルンストはテネリフェ島へ新婚旅行へ向かうためブレーマーハーフェンにいたが、彼を追ってきた親衛隊員によって、妻とクルーザーの操縦手共々激しい暴行を受け、逮捕のうえベルリンへと連行された。6月30日に他の150名の突撃隊幹部とともに親衛隊のリヒターフェルデ士官学校において、LSSAHによって銃殺された。エルンストは最後まで親衛隊による謀略だとは気付かず、保守派や大資本家の反乱だと思い込んでおり、「ハイル・ヒトラー！」と叫んで処刑されたという。